# Абасоло (муниципалитет Тамаулипаса)
Абасоло (исп. Abasolo) — муниципалитет в Мексике, штат Тамаулипас с административным центром в одноимённом городе. Численность населения, по данным переписи 2010 года, составила 12 070 человек.

## Общие сведения
Название Abasolo дано в честь мексиканского революционера Хосе Мариано де Абасоло.
Площадь муниципалитета равна 1859 км², что составляет 2,32 % от общей площади штата, а наивысшая точка — 200 метров, расположена в поселении Хильдарго-Маганья.
Абасоло граничит с другими муниципалитетами штата Тамаулипас: на севере с Круильясом и Сан-Фернандо, на востоке с Сото-ла-Мариной, на юге с Касасом, и на западе с Хименесом.

## Учреждение и состав
Муниципалитет был образован в 1825 году, в его состав входят 59 населённых пунктов, самые крупные из которых:
| Код INEGI | Населённый пункт                                                                                                | Численность населения (2005 год) | Численность населения (2010 год) |
| --------- | --- | -------------------------------- | -------------------------------- |
| 001       | Всего | 11862                            | 12070                            |
| 0001      | Абасоло (исп. Abasolo) 24°03′23″ с. ш. 98°22′32″ з. д.                                                          | 6074                             | 6008                             |
| 0111      | Гуадалупе-Виктория (исп. Guadalupe Victoria) 24°04′58″ с. ш. 98°13′57″ з. д.                                    | 2170                             | 2258                             |
| 0104      | Николас-Браво (исп. Nicolás Bravo (Palo Alto)) 24°00′06″ с. ш. 98°15′35″ з. д.                                  | 1110                             | 1166                             |
| 0003      | Нуэво-Морелос (Адольфо-Лопес-Матеос) (исп. Nuevo Morelos (Adolfo López Mateos)) 24°00′05″ с. ш. 98°19′51″ з. д. | 783                              | 856                              |
| 0019      | Гиа-дель-Порвенир (исп. Guía del Porvenir) 23°59′38″ с. ш. 98°25′36″ з. д.                                      | 354                              | 354                              |
| 0231      | Хенераль-Хильдарго-Маганья (исп. General Gildardo Magaña) 23°50′09″ с. ш. 98°26′56″ з. д.                       | 249                              | 270                              |
| 0225      | Модело (исп. Modelo) 23°57′55″ с. ш. 98°14′14″ з. д.                                                            | 297                              | 266                              |
| 0110      | Делисиас (исп. Delicias) 23°57′05″ с. ш. 98°26′55″ з. д.                                                        | 175                              | 196                              |

## Экономика
По статистическим данным 2000 года, работоспособное население занято по секторам экономики в следующих пропорциях: сельское хозяйство, скотоводство и рыбная ловля — 41,5 %, промышленность и строительство — 21 %, сфера обслуживания и туризма — 35,6 %, прочее — 1,9 %.

## Инфраструктура
По статистическим данным 2010 года, инфраструктура развита следующим образом:
- электрификация: 96 %;
- водоснабжение: 94,9 %;
- водоотведение: 80,8 %.

## Фотографии

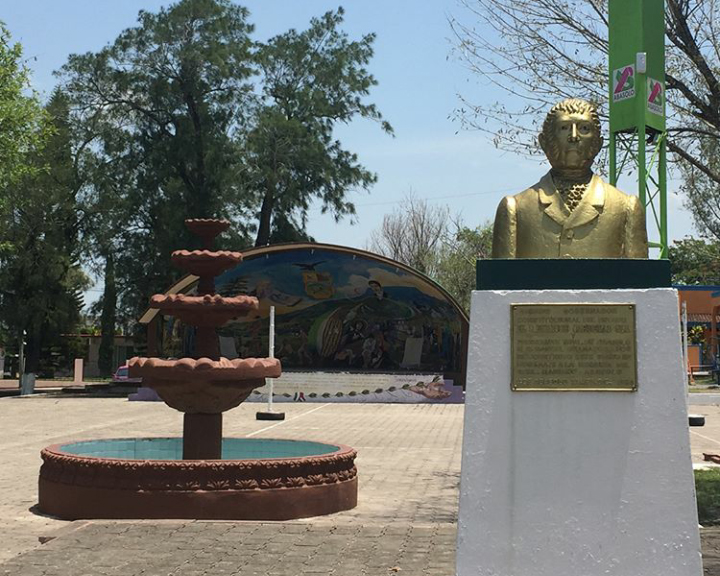
Центральная площадь Абасоло
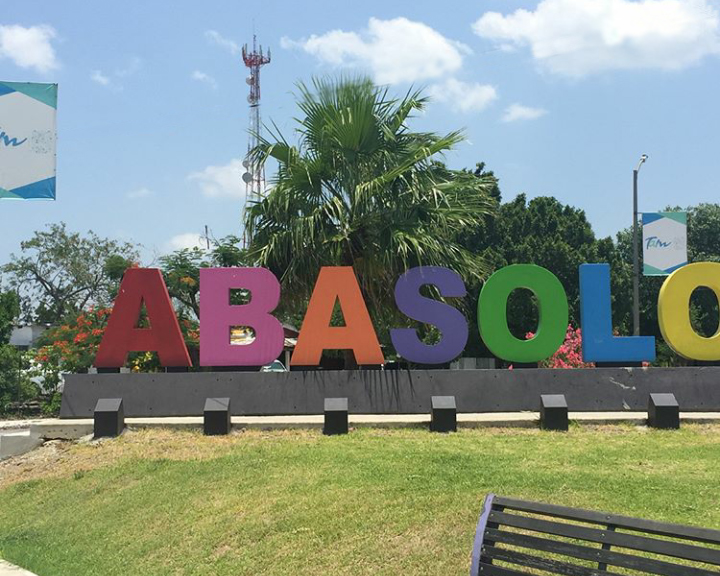
Городской парк